# Kerivoula kachinensis
Kerivoula kachinensis es una especie de murciélago de la familia Vespertilionidae.

## Distribución geográfica
Se encuentra en Birmania, Tailandia, Laos y Vietnam.